# Gyndoides
Genre
Gyndoides est un genre d'opilions laniatores de la famille des Gonyleptidae.

## Distribution
Les espèces de ce genre sont endémiques de Santa Catarina au Brésil.

## Liste des espèces
Selon World Catalogue of Opiliones (02/09/2021) :
- Gyndoides elaphus Mello-Leitão, 1927
- Gyndoides springmanni Soares & Soares, 1947

## Publication originale
- Mello-Leitão, 1927 : « Arachnideos de Santa Catharina (Brasil). » Revista do Museu Paulista, vol. 15, p. 393-418 (texte intégral).